# Nsanje
Nsanje (auparavant Port Herald) est le chef-lieu du district de Nsanje dans la région Sud au Malawi.

## Transports
La ville est le quartier général des Malawi Railways[réf. nécessaire]. Le chemin de fer qui traverse la ville reliait Blantyre à Beira, au Mozambique ; il a été sévèrement endommagé durant la guerre civile du Mozambique et reste fermé. La grande route du nord, qui relie la ville au reste du pays, est en cours[Quand ?] d'amélioration.

## Desserte
Il existe un projet de draguage de la rivière Shire afin de rendre le transport fluvial au Malawi viable. La Shire se jette dans le Zambèze près de Caia, au Mozambique, non loin de l'embouchure du Zambèze qui se jette dans l'océan Indien. En septembre 2010, la jetée a fait l'objet de travaux et le port a été déclaré officiellement ouvert à l'occasion d'une cérémonie à laquelle participaient le président du Malawi, Bingu wa Mutharika, et celui du Zimbabwe, Robert Mugabe. Cependant, en août 2016, le port est toujours en voie d'achèvement et n'est pas utilisé, malgré une étude de faisabilité positive réalisée quelques mois auparavant. Des pourparlers sont en cours pour la relance du projet.

## Climat
Nsanje est à quelques dizaines de mètres au-dessus du niveau de la mer. Pendant les mois d'été, la température diurne peut excéder 49 °C.

## Démographie
| Année | Population |
| ----- | ---------- |
| 1987  | 11 009     |
| 1998  | 16 941     |
| 2008  | 27 131     |